# ローベルト・フランツ
ローベルト・フランツ（Robert Franz, 1815年6月28日 - 1892年10月24日）は、ドイツの歌曲作曲家。本名はローベルト・クナウト（Robert Knauth）。

## 略歴

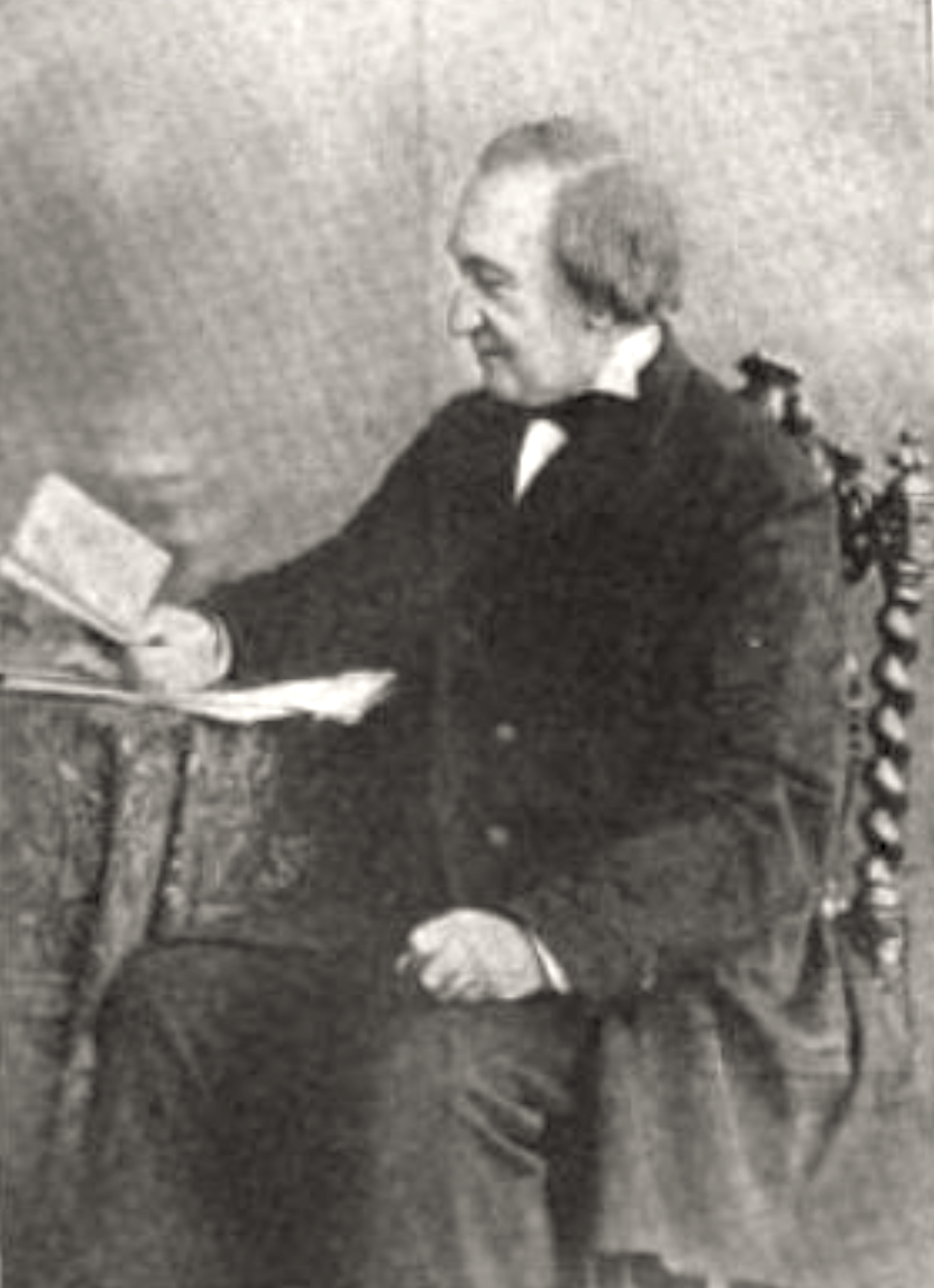
1915年のアメリカの音楽雑誌Musical Courierに掲載されていたフランツの写真

1815年ドイツのハレにて生まれる。1835年から1837年までデッサウのフリードリヒ・シュナイダーに作曲を師事。1837年に生地に帰郷し、1841年にウルリヒ教会のオルガニストに就任。1842年にジングアカデミーの指揮者に、1859年には大学の音楽監督に就任した。1843年に最初の歌曲集を出版。この頃より聴覚に異常を来たす。1867年には、難聴と神経衰弱のために、ついにすべての公職を断念せざるを得なくなる。フランツは、とりわけシューマンやフランツ・リストと親交があった。1885年には古希を記念して、生地ハレの市議会より名誉市民の称号を贈られた。1892年デッサウにて死去。没後10周年の1903年には記念碑が建立され、フランツの氏名にちなんだ通称が街路に付けられた。

## 音楽活動と作品

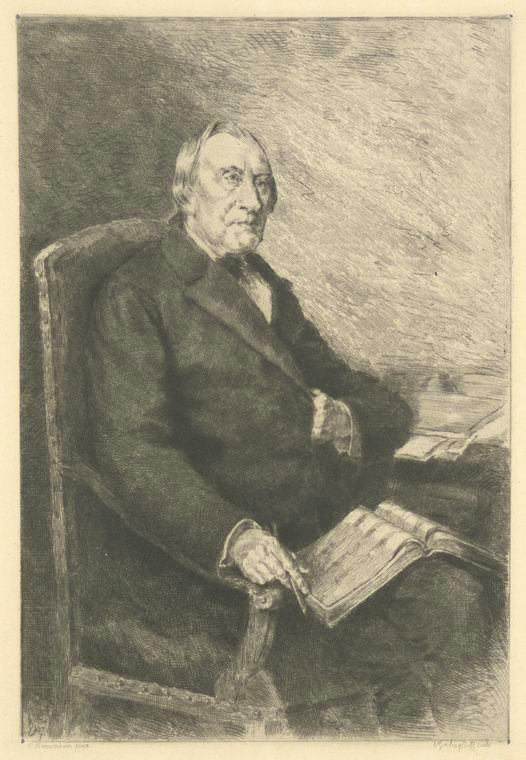
晩年のフランツ、バレリアン・グリボエードフ筆、クルト・ヘルマンの作画

フランツは、18世紀におけるヨハン・ルドルフ・ツムシュテークと並んで19世紀における重要なドイツ歌曲（リート）作曲家の一人であるが、こんにちでは滅多に演奏されることがない。当時の多くの音楽家と同じように、初期に音楽活動に乗り出すにあたって、両親から敵意を示された。20歳になって父親の反感に打ち勝ち、シュナイダーのもとでオルガンを学ぶことができたのである。シュナイダーから、もっぱらバッハとヘンデルの模作に励むように指導されたため、フランツはこれらの作曲家に馴染み、後にバッハの《マタイ受難曲》や《マニフィカト》、《カンタータ》や、ヘンデルの《メサイア》や《快活な人と沈思の人》の実用譜を校訂している。ただしこれらのフランツ版は、何かと問題が多い。ほかにアストルガの《スターバト・マーテル》とドゥランテの《マニフィカト》も校訂している。
1843年に最初の歌曲集を出版してから、その後およそ50点の楽譜が出版され、約250曲の歌曲がそこに含まれている。リストはシューマンの音楽雑誌『音楽新報』に長い評論文を寄せ、フランツの歌曲について称賛している。フランツの歌曲は、全部で350曲があり、そのうち約90曲がハインリヒ・ハイネの詩に作曲されている。シューマンの最上の歌曲に比べて華やかさに欠けるが、珠玉の逸品である。歌曲のほかに、二重合唱のための《詩篇第117番》や四声合唱のための《キリエ》もある。古希には、最初で最後の（つまり唯一の）ピアノ曲を出版した。

## 参照項目・参考文献など
1. ^ Halleseite.de: Robert Franz
2. Brockhaus Riemann Musiklexikon, Band 2 (E-K), Piper (3. Aufl., 1990), S. 77.
3. rororo Musikhandbuch, Band 2, Rowohlt (1980), S. 439.

- この記事にはアメリカ合衆国内で著作権が消滅した次の百科事典本文を含む: Chisholm, Hugh, ed. (1911). "Franz, Robert". Encyclopædia Britannica (英語) (11th ed.). Cambridge University Press.